# Список президентів Філіппін
Президент Філіппін — глава держави і уряду на Філіппінах.
Згідно з Конституцією Філіппін, президент Філіппін (Pangulo ng Pilipinas) є одночасно главою держави та уряду, а також виконує функції головнокомандувача Збройними силами. 

## Список президентівФіліппін
|    | Ім'я                    | Початок терміну | Кінець терміну |
| -- | ----------------------- | --------------- | -------------- |
| 1  | Еміліо Агінальдо        | 1899            | 1901           |
| 2  | Мануель Кесон           | 1935            | 1944           |
| 3  | Хосе Лаурель            | 1943            | 1945           |
| 4  | Серхіо Осменья          | 1944            | 1946           |
| 5  | Мануель Рохас           | 1946            | 1948           |
| 6  | Ельпідіо Кірино         | 1948            | 1953           |
| 7  | Рамон Магсайсай         | 1953            | 1957           |
| 8  | Карлос Полестіко Гарсія | 1957            | 1961           |
| 9  | Діосдадо Макапагал      | 1961            | 1965           |
| 10 | Фердинанд Маркос        | 1965            | 1986           |
| 11 | Корасон Акіно           | 1986            | 1992           |
| 12 | Фідель Вальдес Рамос    | 1992            | 1998           |
| 13 | Джозеф Естрада          | 1998            | 2001           |
| 14 | Глорія Макапагал-Арройо | 2001            | 2010           |
| 15 | Бенігно Акіно           | 2010            | 2016           |
| 16 | Родріго Дутерте         | 2016            | 2022           |
| 17 | Бонгбонг Маркос         | 2022            | чинний         |